# José Pancetti
Giuseppe "José" Pancetti  (Campinas, 18 de junho de 1902 – Rio de Janeiro, 10 de fevereiro de 1958) foi um pintor modernista brasileiro. Considerado um dos grandes paisagistas da pintura nacional, destaca-se por suas numerosas e belas marinhas.

## Biografia
Filho de Giovanni Battista Pancetti e Corinna Giannini, imigrantes italianos da Retignano, Toscana, viveu em Campinas até os oito anos, quando seu pai, mestre de obras, mudou-se com mulher e filhos para a capital paulista, onde esperava encontrar melhores condições de trabalho. Aos onze anos, José Pancetti e uma de suas irmãs foram levados para a Itália para viver sob os cuidados de um tio e dos avós. É tio materno da cantora Isaurinha Garcia.

### Na Itália
Chegando à casa do tio Casimiro foi colocado para estudar no Colégio Salesiano de Massa-Carrara. Mas pouco tempo depois o país seria envolvido na Primeira Guerra Mundial e Pancetti foi para o campo, em casa de seus avós, na localidade de Pietrasanta.
Não se adaptou à vida de camponês, exercendo diversas ocupações desde aprendiz de carpinteiro, operário na fábrica de bicicletas Bianchi e empregado numa fábrica de materiais bélicos em Forte dei Marmi.
Para fixá-lo num ofício mais atraente, seu tio empregou-o na marinha mercante italiana, onde deveria aprender a profissão de marinheiro. Embarcou no veleiro Maria Rosa que percorria o Mediterrâneo, principalmente entre os portos de Gênova e Alexandria. Mas a inconstância própria de seu caráter faz com que abandonasse o navio e passasse a vagar pelas ruas de Gênova, com sérias dificuldades de subsistência. Até que num determinado dia, alguém o encaminhou para o consulado brasileiro, onde foi providenciado o seu repatriamento.

#### De volta ao Brasil
Assim, no dia 12 de fevereiro de 1920 desembarcou em Santos. Para sobreviver, trabalhou em diversos lugares e diferentes ofícios, até que, em 1921, transferiu-se para São Paulo onde um empresário, também italiano, lhe deu um emprego de pintor de paredes e cartazes. Parece ter sido este o seu primeiro contato com pinceis e tintas.
Naquele mesmo ano, o pintor Adolfo Fonzari ofereceu a Pancetti uma oportunidade de auxiliá-lo na decoração da casa do comendador Giuseppe Pugliese Carbone na cidade litorânea de Guarujá.
Em seguida, no ano de 1922, conseguiu realizar um grande desejo: alistar-se na Marinha de Guerra do Brasil, onde permaneceria até 1946.

### A descoberta do pintor

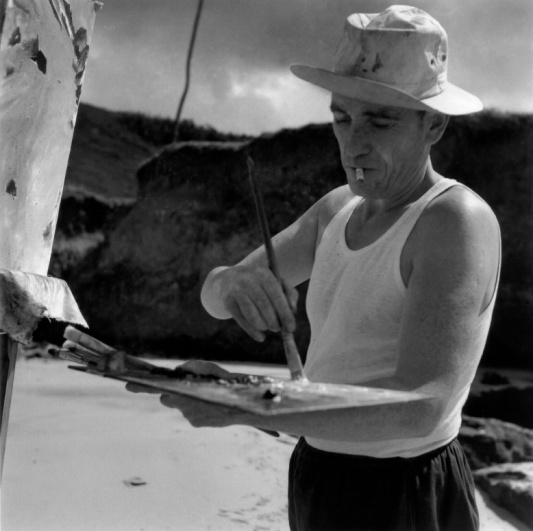
José Pancetti pintando uma tela.

A bordo foi-lhe dada a tarefa de pintar cascos, paredes, camarotes e o fazia com tal zelo que sua fama correu pela Marinha, até que o almirante Gastão Motta criou um quadro de especialistas na profissão e nomeou Pancetti primeiro instrutor desse quadro. Mas, surgiu no marinheiro a vontade de passar para o papel aquilo que seus olhos viam. E assim começou a desenhar, em data que nem mesmo ele soube precisar, pequenos cartões com paisagens, marinhas, cenas românticas ainda bastante primárias mas que já mostravam seu potencial artístico.
Em 1932 o pintor teve seu primeiro trabalho publicado no jornal A Noite Ilustrada, sob o título, "Um Amador da Pintura". Ao ver seu desenho, o escultor Paulo Mazzuchelli aconselhou-o a ingressar no recém-criado Núcleo Bernardelli,  um conselho repetido pelo pintor Giuseppe Gargaglione, a quem Pancetti conheceu passeando pelo  , no Rio de Janeiro. Acatando a sugestão, ingressou no Núcleo Bernardelli em 1933, onde teve como principal orientador o pintor Bruno Lechowski. No Núcleo, uma escola livre que funcionava nas dependências do edifício da Escola de Belas Artes, Pancetti teve como companheiros  pintores  que, ao passar do tempo, viriam a ganhar notoriedade como, entre outros, Edson Motta, José Rescala, Ado Malagoli, Expedito Camargo Freire, Manuel Santiago, Bustamante Sá e Silvio Pinto.
Dois anos depois, em 1935, casou-se com Annita Caruso.
Com o quadro "O Chão", ganhou em 1941 o prêmio de viagem ao estrangeiro, na recém criada Divisão Moderna do Salão Nacional de Belas Artes. Por motivos de saúde foi licenciado da Marinha e não desfrutou seu prêmio no exterior. Mudou-se para Campos do Jordão em 1942, em busca de tratamento para a tuberculose que o afetava. Neste mesmo ano nasceu a sua filha Nilma. Posteriormente mudou-se para São João del-Rei.
A primeira exposição individual ocorreu em 1945, apresentando mais de setenta quadros. No ano seguinte foi reformado pela Marinha na patente de segundo tenente. Em 1948 recebeu a medalha de ouro do Salão Nacional de Belas Artes, realizando a sua primeira exposição internacional em 1950, na Bienal de Veneza. Um ano depois participou da primeira Bienal de Arte de São Paulo.
Em 1952 dois fatos importantes marcaram a sua vida: o nascimento de seu filho Luís Carlos e a promoção a primeiro tenente da Marinha Brasileira. Decorridos dois anos, recebeu a medalha de ouro no Salão de Belas Artes da Bahia e, em 1955, faz uma importante exposição no Museu de Arte Moderna do Rio de Janeiro.
Em 10 de fevereiro de 1958 morreu de câncer de estômago, no Hospital Central da Marinha no Rio de Janeiro. Foi enterrado no cemitério São João Batista no bairro do Botafogo, tendo o poeta Augusto Frederico Schmidt proferido a oração fúnebre.